# قائمة المليارديرات التشيكيين
تعتمد قائمة فوربس التالية للمليارديرات التشيكيين على تقييم سنوي للثروة والأصول تم تجميعه ونشره بواسطة مجلة فوربس في عام 2024.

## قائمة مليارديرات التشيك لعام 2024
| التصنيف العالمي | اسم              | المواطنة       | صافي القيمة (بالدولار الأمريكي) | مصادر الثروة              |
| --------------- | ---------------- | -------------- | ------------------------------- | ------------------------- |
| 104             | ريناتا كيلينروفا | جمهورية التشيك | 18 مليار                        | مجموعة بي بي أف           |
| 249             | كاريل كوماريك ‏   | جمهورية التشيك | 9.5 مليار                       | كيه كيه سي جي ‏            |
| 256             | دانييل كريتينسكي | جمهورية التشيك | 9.4 مليار                       | إي بي إتش ‏                |
| 334             | بافيل تيكاس ‏     | جمهورية التشيك | 7.7 مليار                       | شركة سيفين للطاقة         |
| 409             | رادوفان فيتيك ‏   | جمهورية التشيك | 6.7 مليار                       | مجموعة سي بي آي العقارية ‏ |
| 712             | Michal Strnad    | جمهورية التشيك | 4.4 مليار                       | المجموعة التشيكوسلوفاكية  |
| 920             | أندريه بابيش     | جمهورية التشيك | 3.5 مليار                       | أجروفيرت                  |
| 1438            | بافيل باوديش     | جمهورية التشيك | 2.3 مليار                       | أفاست                     |
| 1623            | Aleš Zavoral     | جمهورية التشيك | 2 مليار                         | ألزا.سي زد                |
| 1764            | Marek Dospiva    | جمهورية التشيك | 1.8 مليار                       | بنتا للاستثمارات ‏         |
| 2152            | إدوارد كوسيرا    | جمهورية التشيك | 1.4 مليار                       | أفاست                     |